# Ardisia brackenridgei
Ardisia brackenridgei là một loài thực vật có hoa trong họ Anh thảo. Loài này được (A.Gray) Mez mô tả khoa học đầu tiên năm 1902.